# エドワード・ベイリー
エドワード・ベイリー（Sir Edward Battersby Bailey、1881年7月1日 - 1965年3月19日）は、イギリスの地質学者である。山岳の構造や火山活動の分野の権威である。また、級化層理に着目した人物でもある。

## 人物
ケント州のマーデンに生まれた。ケンブリッジ大学のクレア・カレッジで学んだ。学生時代はボクシングで活躍した。1902年から英国地質調査所で、フィールド・ジオロジストとして働いた。第一次世界大戦中は、王立砲兵連隊に従軍し、2度負傷し、戦功十字章などを受勲した。1929年から1937年の間はグラスゴー大学で地質学の教授を務め、1938年に英国地質調査所の監督者となった。 1930年王立協会フェロー選出。

## 受賞歴
- 1923年: ビグスビー・メダル（ロンドン地質学会）
- 1935年: マーチソン・メダル（ロンドン地質学会）
- 1943年: ロイヤル・メダル （王立協会）
- 1948年: ウォラストン・メダル（ロンドン地質学会）